# Mountain Mesa (Kalifornija)
Mountain Mesa je naseljeno područje za statističke svrhe u američkoj saveznoj državi Kalifornija. Prema popisu stanovništva iz 2010. u njemu je živjelo 777 stanovnika.